# 陈珽
陈珽（1919年4月—2011年3月7日），男，贵州修文人（一作湖南长沙人），中国系统工程学家，曾任中国系统工程学会副理事长，中国自动化学会常务理事。